# Zbarbar
Zbarbar là một đô thị thuộc tỉnh Bouira, Algérie. Dân số thời điểm năm 2002 là 4.525 người.